# Akademie der Pädagogischen Wissenschaften der UdSSR
Die Akademie der Pädagogischen Wissenschaften der UdSSR bestand vom 1. August 1966 bis Ende 1991. Ihr Vorgänger war die Akademie der Pädagogischen Wissenschaften der RSFSR (nur in Russland ab 1943), ihr Nachfolger ist die Russische Akademie für Bildung (Российская академия образования, RAO). Sie diente der Forschung im Bereich der Pädagogik, Psychologie und aller Bildungsdisziplinen.

## Geschichte
Die Aufgaben waren die wissenschaftliche Entwicklung in Fragen der Allgemeinen Pädagogik, der speziellen Pädagogik, Geschichte der Pädagogik, Psychologie, Schulhygiene, Unterrichtsmethoden in den Schulen, Vorbereitung der Graduiertenschulen und Promotionsstudien von wissenschaftlich-pädagogischem Personal. Die Erfahrungen der besten Lehrer des Landes sollten verallgemeinert werden. Hinzu kamen Klassikereditionen von Pädagogen wie Anton Makarenko und die Arbeit an einer schulhistorischen Bibliothek und dem Museum für Volksbildung.
Mitten im Zweiten Weltkrieg erst nur für die RSFSR gegründet, stand zunächst die Effizienzsteigerung des Schulsystems auch für militärische Ziele im Zentrum (militärische Spezialschulung, Defektologie der Invaliden). Dann sollte die Sowjetpädagogik für den gesamten Ostblock durchgesetzt werden. Nach der Ablösung Chruschtschows 1964 sollte die von ihm eingeleitete Bildungsreform auf ein ruhiges Gleis geleitet werden. Im Rahmen des Möglichen entstanden beachtliche Einzelstudien. Es gab siebzehn experimentelle Schulen. Wassili W. Dawydow und Daniil B. Elkonin führten ihre Untersuchungen zum entwickelnden Unterricht ab 1959 an der Moskauer Schule Nr. 91 durch. Die Einrichtungen waren auf Moskau, St. Petersburg, Kasan, Irkutsk, Taschkent, Alma-Ata und Tomsk verteilt. 1965 gab es 110 Mitglieder, 35 ordentliche und 75 korrespondierende.
Die Akademie der Pädagogischen Wissenschaften der DDR war eine Imitation.

## Präsidenten und Organe
- Wladimir Petrowitsch Potjomkin (1943–46)
- Iwan A. Kairow (1946–67)
- Wladimir M. Chwostow (1967–71)[1]
- Wsewolod N. Stoletow (1972–81)
- Michail I. Kondakow (1981–87)[2]
- Wladimir D. Schadrikow (1989–90)
- Witali G. Kostomarow (1990–91)

Die Mitgliederversammlung tagte dreimal im Jahr und entschied über die anstehenden Probleme und die neuen Mitglieder. Ein mehrköpfiges Präsidium führte die Geschäfte.
1943 wurden die folgenden Institute eingerichtet:
- Forschungsinstitut für Theorie und Geschichte der Pädagogik;
- Forschungsinstitut für Lehrmethoden;
- Forschungsinstitut für Psychologie;
- Forschungsinstitut für Defektologie (Sonderpädagogik)
- Museum für Volksbildung;
- Staatliche Bibliothek für die Volksbildung.

## Publikationen

### Bücher (Auswahl)
- Anton S. Makarenko: Gesammelte Werke (russ.), 1958
- Iwan A. Kairow: Pedagogika, 1948 (Standardwerk der Sowjetpädagogik, Verbreitung bis nach China)
- Makarenko/Kairow: Allgemeine Fragen der pädagogischen Theorie. Erziehung in der sowjetischen Schule, Berlin 1956
- F. F. Koroljow, W. J. Gmurman (Hrsg.): Akademie der Pädagogischen Wissenschaften der UdSSR: Allgemeine Grundlagen der Pädagogik, Berlin 1972
- Gerhart Neuner (Hg.): Pädagogik. Gemeinschaftsarbeit von Mitgliedern u. Mitarb. d. Akad. d. Pädag. Wiss. d. UdSSR u.d. Akad. d. Pädag. Wiss. d. DDR, Moskau 1989. ISBN 978-3-06-207769-2

### Zeitschriften
- Sowjetische Pädagogik
- Fragen der Psychologie
- Familie und Schule
- Russische Sprache in der Nationalschule
- Defektologie

## Einzelbelege
1. ↑  Wladimir Michailowitsch Chwostow – Berlin-Brandenburgische Akademie der Wissenschaften. Abgerufen am 6. Mai 2021.
2. ↑  Directory of Soviet Officials: Science and education. The Directorate, 1983 (google.de [abgerufen am 6. Mai 2021]).